# تشارلز إي. كون
تشارلز إي. كون هو سياسي أمريكي، ولد في 15 مارس 1842 في مقاطعة ألليغاني في الولايات المتحدة، وتوفي في 1 أغسطس 1920 في بورت تاونسند في الولايات المتحدة. نشط حزبياً في الحزب الجمهوري. وقد انتخب عضو مجلس نواب واشنطن ‏.